# Comté de Greene (Iowa)
Pour les articles homonymes, voir Comté de Greene.
Le comté de Greene est un comté de l'État de l'Iowa, aux États-Unis.